# Saint-Denis (Italia)
Saint-Denis es una localidad y comune italiana de la región del Valle de Aosta, con 371 habitantes.

## Evolución demográfica
| Gráfica de evolución demográfica de Saint-Denis entre 1861 y 2001 |
|                                                                   |
| Fuente ISTAT - elaboración gráfica de Wikipedia                   |